# Hato Julí
Hato Julí es un corregimiento del distrito de Mironó en la comarca Ngäbe-Buglé, República de Panamá. La localidad tiene 1.504 habitantes (2010).